# Escut de l'Alfàs del Pi
L'escut oficial de l'Alfàs del Pi té el següent blasonament:
| « | Escut truncat. Al primer, d'or, quatre pals de gules. Al segon, d'argent, un pi ixent d'ones del mar. Per timbre, una corona de baró. | » |

## Història
Aprovat mitjançant el Decret 1.728/1965, de 16 de juny, publicat al BOE núm. 158, de 3 de juliol de 1965.
Els quatre pals i la corona de baró fan referència al passat històric de l'Alfàs, depenent tradicionalment de la vila reial de Polop i de la seva baronia. El pi vora el mar és un senyal parlant al·lusiu al pi que els alfassins van plantar a la plaça el 1786 per reclamar la independència de Polop, que no es va aconseguir fins al 1836.